# Bunt na Bounty (film 1935)
Bunt na Bounty (oryg. Mutiny on the Bounty) – amerykański film fabularny z 1935 roku w reżyserii Franka Lloyda, na podstawie książki Charlesa Nordhoffa i Jamesa Normana Halla.

## Fabuła
Historia buntu na angielskim statku HMS Bounty, który miał miejsce w roku 1789. Marynarze nie mogąc dłużej znieść ciężkiego losu, który zgotował im sadystyczny kapitan Bligh, buntują się przeciw niemu.

## Obsada
- Charles Laughton – Bligh
- Clark Gable – Christian
- Franchot Tone – Byam
- Herbert Mundin – Smith
- Eddie Quillan – Ellison
- Donald Crisp – Burkitt
- Henry Stephenson – sir Joseph Banks
- Francis Lister – kapitan Nelson
- Spring Byington – pani Byam
- Movita Castaneda – Tehani
- Mamo Clark – Maimiti
- Byron Russell – Quintal

## Nagrody
- Nominacje do Oscara 1935:
  - aktor (Clark Gable, Charles Loughton, Franchot Tone)
  - reżyseria
  - scenariusz
  - muzyka
- Film otrzymał Oscara dla najlepszego filmu.